# 泥棒かささぎ
『泥棒かささぎ』（どろぼうかささぎ、伊: La gazza ladra）は、ロッシーニが1817年にミラノ・スカラ座向けに彼としては3ヶ月という異例の期間を設けて作曲したオペラ・セミセリア。
台本は、テオドール・ボードゥアン・ドービニーおよびルイ＝シャルル・ケニエ合作の悲劇『泥棒かささぎ、またはパレゾーの女中 La Pie voleuse ou La Servante de Palaiseau』を基にジョヴァンニ・ゲラルディーニが執筆した。
演奏時間は約3時間半（序曲9分、第1幕1時間40分、第2幕1時間40分）

## 作曲の経緯
ロッシーニは、当時まだ創設40年ほどしか経っていないスカラ座のために1812年に「試金石」を、1814年には「イタリアのトルコ人」を作曲していた。
まだ創設からの歴史が浅いスカラ座で「試金石」でオペラ作曲家としての初成功を収めたことや、続く「イタリアのトルコ人」が「アルジェのイタリア女」の二番煎じとして誤解されていたことや、ドイツやウィーンでの音楽の動向に敏感なミラノの聴衆を意識して、オペラ・ブッファやナポリのサン・カルロ劇場向けに書いていたオペラ・セリアとはまた別の形の題材を選んだ。作曲は1817年3月ごろ着手し、同年5月頃に完成された。初演は1817年5月31日、スカラ座で行われ、2008年3月7日には東京文化会館で藤原歌劇団公演により日本初演された。

## 作品の特徴
本作品は19世紀初頭にフランスで流行していた「救出オペラ」の流れを受け、以下の特徴を持っている。
- 当時の社会情勢を反映して、農民や庶民たちと、彼らに不当な圧力をかける権力者（この作品では代官）との対決があり、前者に属するヒロインが自分と同じ階級の恋人や愛人がいるにもかかわらず、権力者から横恋慕され悲劇が始まる。
- 権力者に囚われたヒロインが冤罪に陥れられ、それを嘆くヒロインを描く法廷の場や牢獄の場を書き入れる。
- そのような絶体絶命のピンチに陥ったヒロインが、最後は二つの階級を超越した立場の領主や国王などの絶対的な権力者によって救われハッピーエンドとなる。

という物語が繰り広げられる。しかし、初演時はナポレオン戦争に世間が振り回された後ということもあり、その疲れからか、真犯人をカササギに設定することによって、一服の清涼感を聴衆に与えることにもなっているとされている。
劇中の音楽はロッシーニのオペラとしては珍しくすべて書き下ろしで構成され、有名な序曲も、ロッシーニの他の作品と異なり、オペラ本体の音楽から採用されている。
例えば
- 主部第1主題（アレグロ・ホ短調・4分の3拍子）…第2幕第1場のニネッタとピッポの二重唱
- 主部クレッシェンド主題（アレグロ・ト長調・4分の3拍子）…第2幕第1場の代官のアリア（アレグロ・ハ長調4分の3拍子）

がその一例として挙げられよう。そして、冒頭の小太鼓のドラムロールは死刑台へと向かうニネッタを暗示したものとなっている。

## 構成
2幕4場からなる。
- 第1幕
  - 第1場…ファブリッツィオ家の中庭
  - 第2場…ファブリッツィオ家の一階の部屋
- 第2幕
  - 第1場…ニネッタのいる牢獄と面会所
  - 第2場…ファブリッツィオ家の一階の部屋
  - 第3場…法廷
  - 第4場…村の広場

## 編成

### 登場人物
- ニネッタ･ヴィッラベッラ（ヴィングラディート家の女中でジャンネットの恋人）…ソプラノ
- ジャンネット･ヴィングラディート（ニネッタの恋人）…テノール
- ルチーア・ヴィングラディート（ジャンネットの母）…メゾソプラノ
- ファブリッツィオ・ヴィングラディート（ジャンネットの父）…バス
- フェルナンド・ヴィッラベッラ（ニネッタの父で逃亡兵）…バス
- ピッポ（ヴィングラディート家の召使いの青年）…メゾソプラノ
- 代官…バス
- イザッコ（行商人）…テノール
- アントーニオ…テノール
- ジョルジョ…バス
- エルネスト…バス
- 裁判官…バス

### 管弦楽
- フルート 2（ピッコロ持ち替え）
- オーボエ 2
- クラリネット 2
- ファゴット 2
- ホルン 4
- トランペット 2
- トロンボーン 3
- ティンパニ
- 大太鼓
- シンバル
- 小太鼓 2
- トライアングル
- 鐘
- 弦五部
  - 第1ヴァイオリン
  - 第2ヴァイオリン
  - ヴィオラ
  - チェロ
  - コントラバス

- 混声合唱

## あらすじ

### 第1幕
舞台はイタリアのとある田舎

#### 第1場
ファブリッツィオ・ヴィングラディートの息子ジャンネットが兵役から戻ってくるので、そのお祝いの準備で家中が忙しい。召使いの青年ピッポは、自分の名前を呼んでいる声に振り返るが誰もいない。それがカササギの鳴き声であることが分かり、家中は大笑い。そのような陽気な雰囲気の中、女主人のルチーアがしっかりするように指示する一方、主人のファブリッツィオはシャンパンを持って陽気に登場する。女中のニネッタは息子ジャンネットの恋人だからである。ルチーアは、最近忘れ物が多いニネッタに対してあまり好意を抱いていない。しかし、ニネッタの父親が出征中なのでやさしくしてあげるべきだとのファブリッツィオの忠告をしぶしぶ容れる。
そうした中、ニネッタがアリア「私の周りがみんな」を歌いながら登場、ジャンネットの帰りを心待ちにしている。それを見たファブリッツィオは、モジモジしないでもいいよとアドヴァイスを入れる。そしてルチーアからは、今度食器をなくしたら承知しないといわれ、ジャンネットの迎えにニネッタを連れて行く。
そして家の入り口はジャンネットを待ちわびる群集でいっぱい。そんな中、ジャンネットがアリア「さあこの腕の中に」を歌い、みんなで祝杯を挙げる。
パーティーが終わったあと、ニネッタが家の奥に入ると、なぜか父親フェルナンドが現れる。ニネッタが驚いて経緯を尋ねると、フェルナンドは、ニネッタ会いたさに帰還許可を巡る一件で隊長と刃傷沙汰を引き起こしてしまい、軍法会議で死刑が宣告されたために友人の助けを受けてここまで落ち延びたとのこと。そこへ折悪しく代官がやってくるので、フェルナンドは食卓の下に隠れる。
そして、現れた代官は二人がいるのに気づかずにアリア「私の計画は用意周到だ」を歌う。代官はニネッタに近づき口説きにかかるが、そこに召使いのジョルジョが現れ、警察からの至急の手紙を届けに来る。代官がそれを読んでいる間にニネッタは父親を逃がそうとするが、フェルナンドは一文無しなのでたった一つ残した財産である銀の食器を渡しそれを換金して近くの栗の木のほこらに隠してくれと頼み立ち去ろうとする。だが代官は彼を引きとどめ、ニネッタに今受け取った脱走した死刑囚フェルナンドの手配書を見せ、眼鏡が無いので代読してほしいと頼む。ニネッタはその内容をごまかして見せるが、その姿に惚れた代官がニネッタに言い寄る。ニネッタはそのいやらしい代官に肘鉄を食らわせ、フェルナンドも代官をたしなめるので代官も不服顔で退場し、父親も丘を登って栗の木へ向かう。その間にカササギがスプーンを盗んでいく。

#### 第2場
帰還パーティーが終わりピッポが大満足で通りかかるが、ニネッタはピッポがいてはまずいので、ピッポにカササギのかごを取りに行かせ、その間に行商人のイザッコに父親の銀食器を売る。ピッポがなぜイザッコを家に入れたのかとたずねると、小間物を売ったとごまかす。
そこへルチーアとファブリッツィオが登場し、また銀食器が無くなったと騒ぎ立てる。代官が家庭内での窃盗事件は現在の法律では死刑だと言い、ニネッタを疑り深く見つめる。フルネームを聞かれたニネッタが「ニネッタ・ヴィッラベッラ」と答えたので、代官は脱獄囚の娘だと見抜き、父親の逃亡資金が必要なので盗みをしたのだろうと決めつける。折悪しく、彼女は銀食器を売ったお金を持っており、その出所を答えることができない。
ピッポが小間物を売って得たものだと取りなし、証人としてイザッコを呼び寄せるが、イザッコはＦ．Ｖのイニシャルつきの銀食器だったと答える。ニネッタの父親のイニシャルとファブリッツィオのイニシャルは同じＦ．Ｖ。ニネッタは言い訳ができず、ついに恋人のジャンネットまでも悲痛な叫びをあげる一方、代官は思惑通りにことが運んだとほくそえむ。ニネッタは悲しみの中、家庭内窃盗容疑で逮捕・連行される。

### 第2幕

#### 第1場
舞台は変わって、ニネッタが拘留されている牢獄の中。
一度は疑ってみたものの、やはり無実を信じるジャンネットが面会にやってきて、ニネッタとの間で二重唱「でもやっと何時の日か分かってくれるでしょう」を歌い、ニネッタを慰める。
ジャンネットと入れ替わりに代官が牢獄に現れ、自分の愛を受け入れるならば助けてやろうというアリア「君のためなら愛するかわい子ちゃんよ」を歌うが、ニネッタは死刑のほうがましだと拒絶する。
代官と入れ替わりにピッポが登場。ニネッタはピッポに隠し持っていた金を渡し、これを栗の木の下に届けてくださいと最後の願いを言う。二重唱「ああ、私からといってこの指輪を」

#### 第2場
変わって舞台はファブリッツィオ家の一階の部屋。
ルチーアは一度疑ってみたものの、ニネッタのような娘が盗みをするはずが無いと考え直し、そこへ娘が現れないことに心配したフェルナンドが来て事情を知り驚く。フェルナンドはたとえ自分が死刑となっても娘を救うために出廷し、真相を話そうと、アリア「盗みで訴えられたと…」を歌い退場する

#### 第3場
舞台は法廷。
判事が現れニネッタの罪状を読み上げて死刑を宣告する。そこへフェルナンドがやってきて娘を許してくれるよう事情を打ち明けるが証拠が無いと取り合ってもらえず、ニネッタの死刑が執行されることになり、同時にフェルナンドも脱走罪で逮捕される。

#### 第4場
フェルナンドの友人エルネストが国王の恩赦を取り付け、彼を探しに来る。折り良く出会ったピッポにファブリッツィオの家の住所を聞き、家に向かう。ピッポはニネッタに言われたとおり栗の木の下にお金を届け、広場で残りのお金を数えていると、そこに突然一羽のカササギが飛んできて銀貨をくわえて逃げる。ピッポはカササギを追っていく。
換わって小太鼓が鳴り死刑台への行進曲「不幸せで不運な娘だ」が奏されニネッタが出てくる。そのとき、ピッポが鐘楼の中にカササギが隠した銀食器を発見し、一連の事件がカササギによるものと判明、皆に伝える。ついにニネッタは無罪となり、同時に、父フェルナンドもエルネストが届けてくれた恩赦状によって許される。そしてニネッタは愛するジャンネットの胸に抱かれ喜びのうちに幕が降りる。

## 主要曲
- アリア「私の周りがみんな」（第1幕第1場・ニネッタ）
- アリア「さあこの腕の中に」（第1幕第1場・ジャンネット）
- アリア「私の計画は用意周到だ」（第1幕第1場・代官）
- 二重唱「でもやっと何時の日か分かってくれるでしょう」（第2幕第1場・ニネッタ・ジャンネット）
- アリア「君のためなら愛するかわい子ちゃんよ」（第2幕第1場・代官）
- 二重唱「ああ、私からといってこの指輪を」（第2幕第1場・ニネッタ・ピッポ）
- アリア「盗みで訴えられたと…」（第2幕第2場・フェルナンド）
- 死刑台への行進曲「不幸せで不運な娘だ」（第2幕第4場）